# Segunda Categoría del Azuay 2016
El Campeonato Provincial de Fútbol de Segunda Categoría de Azuay 2016 es un torneo de fútbol en Ecuador en el cual compiten equipos de la Provincia del Azuay. El torneo es organizado por Asociación de Fútbol Profesional del Azuay (AFA) y avalado por la Federación Ecuatoriana de Fútbol. El torneo dará inicio el 16 de abril de 2016 y finalizará el 17 de julio de 2016. Participarán 7 clubes de fútbol y entregará 2 cupos al Zonal de Ascenso de la Segunda Categoría 2016 por el ascenso a la Serie B.

## Sistema de campeonato
El sistema determinado por la Asociación de Fútbol Profesional del Azuay es el siguiente:
- Se jugará una etapa única con los 7 equipos establecidos, será todos contra todos ida y vuelta (14 fechas), en cada fecha un equipo tiene descanso, al final los equipos que terminen en primer y segundo lugar clasificarán a los zonales  de Segunda Categoría 2016.

## Equipos participantes
| Equipos participantes                    | Equipos participantes | Equipos participantes                                           |
| ---------------------------------------- | --------------------- | --------------------------------------------------------------- |
|                                          |                       |                                                                 |
| Equipo                                   | Ciudad                | Estadio                                                         |
| Círculo Cruz del Vado Social y Deportivo | Cuenca                | Estadio Alejandro Serrano Aguilar                               |
| Atenas Fútbol Club                       | Cuenca                | Estadio Alejandro Serrano Aguilar                               |
| Club Social y Deportivo La Gloria        | Cuenca                | Estadio Alejandro Serrano Aguilar                               |
| Club Sociedad Deportiva El Cuartel       | Paute                 | Estadio Eduardo Crespo Malo                                     |
| Club Deportivo Estudiantes               | Cuenca                | Estadio Alejandro Serrano Aguilar                               |
| Club Social Deportivo Tecni Club         | Cuenca                | Estadio Universidad Politécnica Salesiana - Valeriano Gavinelli |
| Club Deportivo Estrella Roja             | Cuenca                | Estadio Alejandro Serrano Aguilar                               |

## Equipos por Cantón
| Cantón | N.º | Equipos                                                                              |
| ------ | --- | ------------------------------------------------------------------------------------ |
| Cuenca | 6   | - Cruz del Vado - Atenas F.C. - La Gloria - Estudiantes - Tecni Club - Estrella Roja |
| Paute  | 1   | - El Cuartel                                                                         |

## Clasificación
|  |    | Equipo        | PJ | PG | PE | PP | GF | GC | DG  | PTS |
|  | -- | ------------- | -- | -- | -- | -- | -- | -- | --- | --- |
|  | 1. | Atenas F.C.   | 12 | 9  | 2  | 1  | 55 | 6  | +49 | 29  |
|  | 2. | Estudiantes   | 12 | 8  | 2  | 2  | 39 | 9  | +30 | 26  |
|  | 3. | Tecni Club    | 12 | 7  | 3  | 2  | 29 | 6  | +23 | 24  |
|  | 4. | Cruz del Vado | 11 | 5  | 2  | 4  | 24 | 22 | +2  | 17  |
|  | 5. | El Cuartel    | 11 | 2  | 3  | 6  | 10 | 28 | -18 | 9   |
|  | 6. | La Gloria     | 11 | 1  | 2  | 8  | 7  | 43 | -36 | 5   |
|  | 7. | Estrella Roja | 11 | 0  | 2  | 9  | 8  | 58 | -50 | 2   |

|  | Clasificado a las semifinales. |

## Evolución de la clasificación
| Equipo / Jornada | 01 | 02 | 03 | 04 | 05 | 06 | 07 | 08 | 09 | 10 | 11 | 12 | 13 | 14 |
| ---------------- | -- | -- | -- | -- | -- | -- | -- | -- | -- | -- | -- | -- | -- | -- |
| Cruz del Vado    |    |    |    |    |    |    |    |    |    |    |    |    |    |    |
| El Cuartel       |    |    |    |    |    |    |    |    |    |    |    |    |    |    |
| Atenas F.C.      |    |    |    |    |    |    |    |    |    |    |    |    |    |    |
| Estrella Roja    |    |    |    |    |    |    |    |    |    |    |    |    |    |    |
| Estudiantes      |    |    |    |    |    |    |    |    |    |    |    |    |    |    |
| La Gloria        |    |    |    |    |    |    |    |    |    |    |    |    |    |    |
| Tecni Club       |    |    |    |    |    |    |    |    |    |    |    |    |    |    |

## Resultados
|  | Cruz del Vado | 1 - 1      | El Cuartel  |            | Patamarca  | 30 de abril |            |
|  | Estudiantes   | 2 - 1      | Atenas F.C. |            | Patamarca  | 30 de abril |            |
|  | Estrella Roja | -          | La Gloria   |            | Patamarca  | 30 de abril |            |
|  | Libre:        | Tecni Club | Tecni Club  | Tecni Club | Tecni Club | Tecni Club  | Tecni Club |

|  |        | - |
|  |        | - |
|  |        | - |
|  | Libre: |   |

|  |        | - |
|  |        | - |
|  |        | - |
|  | Libre: |   |

|  |        | - |
|  |        | - |
|  |        | - |
|  | Libre: |   |

|  |        | - |
|  |        | - |
|  |        | - |
|  | Libre: |   |

|  |        | - |
|  |        | - |
|  |        | - |
|  | Libre: |   |

|  |        | - |
|  |        | - |
|  |        | - |
|  | Libre: |   |

|  |        | - |
|  |        | - |
|  |        | - |
|  | Libre: |   |

|  |        | - |
|  |        | - |
|  |        | - |
|  | Libre: |   |

|  |        | - |
|  |        | - |
|  |        | - |
|  | Libre: |   |

|  |        | - |
|  |        | - |
|  |        | - |
|  | Libre: |   |

|  |        | - |
|  |        | - |
|  |        | - |
|  | Libre: |   |

|  |        | - |
|  |        | - |
|  |        | - |
|  | Libre: |   |

|  |        | - |
|  |        | - |
|  |        | - |
|  | Libre: |   |

## Fase final
|  | Semifinales | Semifinales   | Semifinales |             |   | Final       | Final | Final |  |
|  |             |               |             |             |   |             |       |       |  |
|  |             |               |             |             |   |             |       |       |  |
|  | 1           | Atenas F.C.   | 1 (4)       |             |   |             |       |       |  |
|  | 1           | Atenas F.C.   | 1 (4)       |             |   |             |       |       |  |
|  | 4           | Cruz del Vado | 1 (3)       |             |   |             |       |       |  |
|  | 4           | Cruz del Vado | 1 (3)       |             | 1 | Atenas F.C. | 5     |       |  |
|  |             |               |             |             | 1 | Atenas F.C. | 5     |       |  |
|  |             |               | 2           | Estudiantes | 0 |             |       |       |  |
|  | 2           | Estudiantes   | 2           | Estudiantes | 0 | 2           |       |       |  |
|  | 2           | Estudiantes   |             |             |   | 2           |       |       |  |
|  | 3           | Tecni Club    | 1           |             |   |             |       |       |  |
|  | 3           | Tecni Club    | 1           |             |   |             |       |       |  |
|  |             |               |             |             |   |             |       |       |  |

## Campeón
| |
| Atenas F.C. 1 er. Título Clasifica a los zonales de la Segunda Categoría 2016 - También clasifica Estudiantes F.C. como Vicecampeón. |